# Regering-Collignon II
De regering-Collignon II (20 juni 1995 - 12 juli 1999) was een Waalse Regering onder leiding van Robert Collignon. 
De regering bestond uit de twee partijen: PS (30 zetels) en PSC (16 zetels). Deze regering trad in werking op 20 juni 1995 na de Waalse verkiezingen van 1995 en volgde de regering-Collignon I op. Op 12 juli 1999, na de Waalse verkiezingen van 1999 werd ze opgevolgd door de regering-Di Rupo I.

## Samenstelling
De regering-Collignon II telde zeven ministers: 4 voor de PS en 3 voor de PSC.
| Naam | Naam                                | Partij | Partij | Functie en bevoegdheden                                                                  | Termijn                         |
| ---- | ----------------------------------- | ------ | ------ | ---------------------------------------------------------------------------------------- | ------------------------------- |
|      | Robert Collignon (1943)             |        | PS     | Minister-president en minister Economie, KMO's, Buitenlandse Handel, Toerisme en Erfgoed | 20 juni 1995 - 12 juli 1999     |
|      | Michel Lebrun (1949)                |        | PSC    | Minister Ruimtelijke Ordening, Uitrusting en Transport                                   | 20 juni 1995 - 12 juli 1999     |
|      | Bernard Anselme (1945)              |        | PS     | Minister Binnenlandse Aangelegenheden en Ambtenarenzaken                                 | 20 juni 1995 - 12 juli 1999     |
|      | Jean-Claude Van Cauwenberghe (1944) |        | PS     | Minister Begroting, Financiën, Werkgelegenheid en Opleiding                              | 20 juni 1995 - 12 juli 1999     |
|      | Jean-Pierre Grafé (1932-2019)       |        | PSC    | Minister Onderzoek, Technologische Ontwikkeling, Sport en Buitenlandse Betrekkingen      | 20 juni 1995 - 11 december 1996 |
|      | William Ancion (1941)               |        | PSC    | Minister Onderzoek, Technologische Ontwikkeling, Sport en Buitenlandse Betrekkingen      | 11 december 1996 - 12 juli 1999 |
|      | Willy Taminiaux (1939-2018)         |        | PS     | Minister Sociale Actie, Huisvesting en Gezondheid                                        | 20 juni 1995 - 12 juli 1999     |
|      | Guy Lutgen (1936-2020)              |        | PSC    | Minister Milieu, Natuurlijke Hulpbronnen en Landbouw                                     | 20 juni 1995 - 12 juli 1999     |

### Herschikkingen
- Op 11 december 1996 wordt Jean-Pierre Grafé vervangen door William Ancion.

Dehousse I · 
Damseaux · 
Dehousse II · 
Wathelet · 
Coëme · 
Anselme · 
Spitaels · 
Collignon I · 
Collignon II · 
Di Rupo I · 
Van Cauwenberghe I · 
Van Cauwenberghe II · 
Di Rupo II ·
Demotte I ·
Demotte II ·
Magnette ·
Borsus ·
Di Rupo III ·
Dolimont ·